# Richard Carlsohn
Richard Carlsohn, ursprungligen Leif Rickard Karlsson, född 29 januari 1965 i Tranås, Säby församling, Jönköpings län, är en svensk musikalartist och skådespelare.

## Biografi
Richard Carlsohn är son till plåtslagaremästaren Rune Schierbeck (tidigare Karlsson) och tandsköterskan Iréne, ogift Johansson. Under skoltiden i Tranås startade han en teatergrupp och satte han upp flera musikaler. År 1981 satte han upp musikalerna Evita, Jesus Christ Superstar och Säg det på en söndag på Holavedsgymnasiet i Tranås. I egen regi spelade han Konferencieren i Cabaret, också i Tranås, vilket uppmärksammades på riksplanet. Han fick medverka i Gomorron Sverige som leddes av Per Ragnar. Inslaget sågs av Karin Falck som lät honom medverka i ett underhållningsprogram. Där upptäcktes han av Vicky von der Lancken som satte upp en krogshow på Bacchi Wapen, en uppsättning som ledde till att han fick DN:s kritikerpris som bästa underhållare.
Richard Carlsohn medverkade 1987 i rollen som Lilleman i musikalen Stoppa världen, jag vill hoppa av. År 1989 medverkade han i Oscarsteaterns uppsättning av Cabaret och blev delvis kvar vid samma teater som inhoppare för Mikael Samuelson i Phantom of the Opera. Han har sedan medverkat i en rad uppsättningar bland andra Kungen och jag, Jesus Christ Superstar och talpjäsen Gökboet. I början av 1990-talet innehade Carlsohn en av huvudrollerna som Marius i den svenska uppsättningen av Les Misérables på Cirkus i Stockholm. Sedan 2001 är han verksam på Östgötateatern i Norrköping och Linköping där han medverkat i uppsättningar som Tolvskillingsoperan, Dreyfus och En vintersaga.
Carlsohn har även tävlat i svenska Melodifestivalen 1993, sjungit in grammofonskivor och framträtt i TV-programmet Blåsningen, samt spelat Sir Percy Blakeney i musikalen Röda nejlikan på Östgötateatern. Han har därefter medverkat i Cabaret, Arsenik och Gamla Spetsar (2008), Showboat (2009) och Chicago (2010).

## Filmografi i urval
- 1988 – Oliver & gänget
- 1990 – Apelsinmannen
- 1991 – Rock*a*Doodle
- 1994 – Tummelisa
- 1999 – Kungen och jag
- 2008 – Asterix på olympiaden (röst)

## Teater

### Roller (ej komplett)
| År   | Karaktär                           | Produktion                                                                              | Regi               | Teater         |
| ---- | ---------------------------------- | --------------------------------------------------------------------------------------- | ------------------ | -------------- |
| 1980 | Che                                | Evita                                                                                   | Richard Carlsohn   |                |
| 1981 | Jesus                              | Jesus Christ Superstar                                                                  | Richard Carlsohn   |                |
| 1982 | Konferencieren                     | Cabaret                                                                                 | Richard Carlsohn   |                |
| 1983 |                                    | Säg det på en söndag                                                                    |                    |                |
| 1985 | Cocky                              | Spela spelet (The Roar of the Greasepaint – The Smell of the Crowd) Anthony Newley      | Ulla Sallert       |                |
| 1986 | Etienne                            | La cage aux folles                                                                      | Mary Bettini       | Oscarsteatern  |
| 1987 | Lilleman                           | Stoppa världen - jag vill stiga av! (Stop the world - I want to get off) Anthony Newley | Ivo Cramér         |                |
| 1987 | Ensemble                           | Cats                                                                                    |                    |                |
| 1988 | Teaterkatten Gus                   | Cats                                                                                    |                    |                |
| 1988 | Marius                             | Les Misérables                                                                          | John Caird         |                |
| 1989 | Fantomen (Understudy)              | The Phantom of the Opera                                                                | A. Mazella         |                |
| 1989 | Konferencieren                     | Cabaret John Kander och Fred Ebb                                                        | Georg Malvius      | Oscarsteatern  |
| 1990 | Song Lilling                       | M. Butterfly                                                                            | Georg Malvius      |                |
| 1990 | Herodes                            | Jesus Christ Superstar                                                                  | Anna-lena Engström |                |
| 1990 | Barfotaliv                         |                                                                                         |                    |                |
| 1991 | Marius                             | Les Misérables                                                                          | Ken Caswell        |                |
| 1992 | Nico                               | Zorba                                                                                   | Georg Malvius      |                |
| 1993 | Eddie                              | Blodsbröder (Blood Brothers)                                                            | O.Ljungberg        |                |
| 1994 |                                    | I love my wife Cy Coleman och Michael Stewart                                           |                    |                |
| 1994 | Herodes                            | Jesus Christ Superstar                                                                  | Göran Sarring      |                |
| 1994 | Billy Bibbit                       | Gökboet (One Flew Over the Cuckoo's Nest)                                               | Göran Stangertz    |                |
| 1995 | Molina                             | Spindelkvinnans kyss (Kiss of the Spider Woman)                                         | Johan Mulett       |                |
| 1996 | Joe Gillis                         | Sunset Boulevard                                                                        | Trevor Nunk        |                |
| 1997 |                                    | Prosit! Kommissarien (Busybody) Jack Popplewell                                         | Jan Hertz          | Palladium      |
| 1997 | Greve Carl-Magnus Malcolm          | Sommarnattens leende (A Little Night Music) Stephen Sondheim och Hugh Wheeler           | Benny Fredriksson  | Riksteatern    |
| 1998 | Julian Marsch                      | 42nd Street                                                                             | Arne Strömgren     |                |
| 1999 | Kung Mongkut                       | Kungen och jag (The King and I)                                                         | TJ Rizzo           |                |
| 2001 |                                    | Glada änkan (Die lustige Witwe)                                                         | [ 8 ]              |                |
| 2001 | Gustav III                         | Maskeraden                                                                              | Anders Sjöholm     |                |
| 2002 | Mackie Kniven                      | Tolvskillingsoperan (Die Dreigroschenoper) Bertolt Brecht och Kurt Weill                | Åsa Melldahl       | Östgötateatern |
| 2003 | Adr Lamange                        | Dreyfus                                                                                 | Claes Lunelveg     |                |
| 2004 | Brodern                            | Oväder                                                                                  | Claes Lundberg     |                |
| 2004 | Clore Cleomenes                    | En vintersaga (The Winter's Tale)                                                       | Torbjörn Astner    |                |
| 2005 | Pontius Pilatus                    | Jesus Christ Superstar                                                                  | Lars Lingman       |                |
| 2007 | Percy Blakeney                     | Röda nejlikan                                                                           | Stina Ancher       |                |
| 2008 | Mercutio                           | Romeo och Julia (The Tragedy of Romeo and Juliet)                                       | Tereza Andersson   |                |
| 2008 |                                    | Cabaret Joe Masteroff, John Kander och Fred Ebb                                         | Tereza Andersson   | Östgötateatern |
| 2009 | Brophy                             | Arsenik och gamla spetsar (Arsenic and Old Lace)                                        | Hans Lindgren      |                |
| 2010 | Ravenal                            | Teaterbåten (Show Boat)                                                                 | Robin Karlsson     |                |
| 2010 | Bob                                | Beyond Therapy                                                                          | Pontus Plænge      |                |
| 2011 | Konferencieren                     | Cabaret                                                                                 | Tereza Andersson   |                |
| 2011 | Billy Flynn                        | Chicago                                                                                 | Mattias Carlsson   |                |
| 2012 | Osrick                             | Hamlet                                                                                  | Pontus Plænge      |                |
| 2012 | Roy Cohn                           | Änglar i Amerika (Angels in America) Tony Kushner                                       | Tereza Andersson   | Östgötateatern |
| 2013 | Richard                            | Bluebird Simon Stephens                                                                 | Tereza Andersson   | Östgötateatern |
| 2014 | Georg von Trapp                    | Sound of Music Richard Rodgers, Oscar Hammerstein, Howard Lindsay och Russel Crouse     | Mattias Carlsson   | Östgötateatern |
| 2015 | Elenas morbror Chen Yi Loon Rektor | Frankenstein (Frankenstein genskabt) Kasper Hoff                                        | Tereza Andersson   | Östgötateatern |
| 2017 | Don Pedro                          | Mycket väsen för ingenting (Much Ado About Nothing) William Shakespeare                 | Pelle Öhlund       | Östgötateatern |
| 2019 | Franz Prächtel                     | Nån sorts lugn före stormen (Nach der Ruhe vor dem Sturm) Theresia Walser               | Johan Huldt        | Östgötateatern |
| 2019 | Selsdon Mowbray/Inbrottstjuven     | Rampfeber (Noises Off) Michael Frayn                                                    | Pontus Plænge      | Östgötateatern |

## Utmärkelser
- 1995 – Guldmasken för Bästa manliga biroll i pjäs (Gökboet)
- 2000 – Guldmasken för Bästa manliga musikalartist (Kungen och jag)